# Rhoenanthus obscurus
Rhoenanthus obscurus is een haft uit de familie Potamanthidae. De wetenschappelijke naam van de soort is voor het eerst geldig gepubliceerd in 1922 door Navás.
De soort komt voor in het Oriëntaals gebied.